# Comuna de Kolonowskie
Kolonowskie (em alemão: Gemeinde Colonnowska; 1945–1950 comuna de Staniszcze Wielkie) é uma comuna urbano-rural na voivodia de Opole, no condado de Strzelce. Faz parte da mesorregião da planície de Opole, pertencente à macrorregião da planície da Silésia. Nos anos de 1975 a 1998, a comuna estava localizada na antiga voivodia de Opole. Em 2006, o alemão foi introduzido no município como língua auxiliar.
A sede da comuna é Kolonowskie. A cidade ocupa uma área de 55,7 km² habitada por 3 196 pessoas. A densidade populacional é de 57,4 habitantes.
Segundo dados de 31 de dezembro de 2022, a comuna era habitada por 5 705 pessoas.

## Estrutura da superfície
Segundo dados de 2002, a comuna de Kolonowskie tem uma área de 83,6 km², incluindo:
- Terras agrícolas: 22%
- Área florestal: 73%

A comuna constitui 11,2% da área do condado.

## Demografia
Dados em 31 de dezembro de 2022:
| Descrição                         | Total     | Total | Mulheres  | Mulheres | Homens    | Homens |
| --------------------------------- | --------- | ----- | --------- | -------- | --------- | ------ |
| unidade                           | habitante | %     | habitante | %        | habitante | %      |
| população                         | 5 705     | 100   | 2 955     | 51,8     | 2 750     | 48,2   |
| densidade populacional (hab./km²) | 68,2      | 68,2  | 35,3      | 35,3     | 32,9      | 32,9   |

## Povoamento humano
- Fosowskie (agora distrito de Kolonowskiego)
- Kolonowskie
- Spórok
- Staniszcze Małe
- Staniszcze Wielkie

## Comunas vizinhas
Dobrodzień, Jemielnica, Ozimek, Strzelce Opolskie, Zawadzkie